# Синдром безопасной атаки
Синдром безопасной атаки — это состояние субъектов информационных правоотношений, осознающих опасность нарушения и важность обеспечения безопасности информационной инфраструктуры, но в силу различных причин, не обеспечивающих её, в том числе, при проведении в отношении неё компьютерных атак.
Определено, что для некоторых субъектов информационных правоотношений, помимо понимания механизмов обеспечения безопасности информационной инфраструктуры в условиях существования угроз их информационной безопасности, характерно снижение или полное игнорирование установленных требований по защите информации и политики информационной безопасности в силу различных причин.
К таким причинам феномена можно отнести:
1) пренебрежение и халатность (некоторые сотрудники считают угрозы информационной безопасности информационной инфраструктуры надуманными, не соответствующими реалиям времени; некоторые собственники информационной инфраструктуры не заинтересованы в обеспечении их безопасности в виду отсутствия позитивного экономического эффекта от этого);
2) повышенные финансовые расходы на обеспечение информационной безопасности информационной инфраструктуры (высокая стоимость систем защиты информации, незаинтересованность в развитии систем информационной безопасности организации ввиду отсутствия финансовой выгоды и т. д.);
3) несоответствие систем защиты информации компьютерных систем и сетей уровню угроз их информационной безопасности (несоответствие средств защиты информации реальным и потенциальным угрозам информационной безопасности организации, отсутствие системы аудита информационной безопасности, увеличение количества атак на компьютерные системы и сети, сложность эксплуатации средств защиты информации и т. д.);
4) низкий уровень культуры информационной безопасности (низкая осведомленность руководителей и специалистов организаций в вопросах обеспечения информационной безопасности, игнорирование сотрудниками требований политики информационной безопасности организации, несоблюдение сотрудниками требований федерального законодательства в сфере зашиты информации и т. д.);
5) нехватка квалифицированных специалистов по защите информации,
в том числе специально-ориентированного профиля (специалистов
по организации и реализации контроля защищенности, специалистов
по оперативному мониторингу, обнаружению вторжений и сетевых атак, специалистов по обеспечению защиты от воздействия вредоносных программ и т. д.).
Кроме того, установлено, что потеря информации вследствие, например, неправомерного доступа к ней или действия вредоносной компьютерной программы во многом обусловлена отсутствием у сотрудников организаций знаний базовых основ обеспечения информационной безопасности.